# Expertenplan

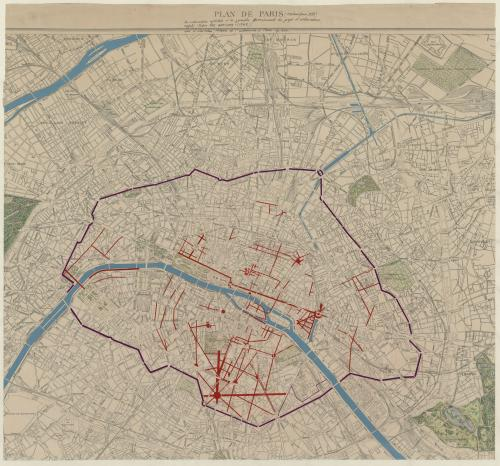
Vorschlag der Expertenkommission, übertragen auf den Stadtplan von 1889

Der Expertenplan (frz. plan des Artistes) war das Resultat einer im Mai 1794 durch den Domänenverwalter Amelot zusammengerufenen Expertenkommission mit dem Ziel, die staatlichen Güter mit Wegen besser zu verbinden und Vorhaben zur Verschönerung von Paris aus der Zeit des Königtums wieder aufzugreifen.

## Bezeichnung
Die Bezeichnung Plan des Artistes bezieht sich mit dem Begriff des „Artiste“ auf ein Bedeutungsfeld von „Artiste“, das dem Begriff des Künstlers im Verständnis von Goethe und Schiller entsprechen würde, mit dem engeren heutigen Bedeutungsfeld von „Künstler“ aber nicht übereinstimmt; gemeint sind vielmehr Fachleute oder Experten, in diesem Fall in städtebaulichen Fragen, wie durch die Zusammensetzung der Kommission deutlich wird.

## Kontext
Die Arbeit erschien notwendig wegen der Bedeutung und der Zersplitterung des vormals kirchlichen Nationalguts, das durch das Dekret vom 2. November 1789 verstaatlicht worden waren, sowie wegen der am 30. März 1792 entschiedenen Konfiskation der Güter von Emigranten, die durch das Dekret vom 27. Juli 1792 zum Verkauf gestellt worden waren. Ein Dekret vom 4. April 1793 legte die Regeln für den Verkauf in einzelnen Losen fest.
Das Nationalgut umfasste in Paris 505 kirchliche Gebäude auf einem Grund von ungefähr 400 Hektar, also knapp 12 Prozent des gesamten Stadtgebiets von 3370 Hektar. Diese Güter sollten – abzüglich des Grundes für projektierte neue Straßen sowie die Verbreiterung von vorhandenen Straßen – verkauft werden.

## Zusammensetzung der Kommission
Die Expertenkommission bestand aus elf Mitgliedern, davon sieben Architekten, darunter Nicolas Lenoir, Louis Charles François Petit-Radel et Charles de Wailly, der bereits 1785 einen Plan zur Verschönerung von Paris vorgeschlagen hatte, sowie vier Inspekteure der Wege, darunter Edme Verniquet, der Urheber des ersten topographisch genauen Plans von Paris.

## Geschichte
Am 14. Thermidor 1794 entschied der Nationalkonvent den Verkauf des Nationalguts auszusetzen, weil eine Expertenkommission gerade mit einem Plan für die Verschönerung von Paris beschäftigt sei.
Die Kommission, die nur eine beratende Rolle hatte, beendete ihre Arbeit am 31. März 1797 und übermittelte ihre Überlegungendem Innenminister.
Der bekannte Expertenplan ist eine Rekonstruktion. Es gibt keinen Nachweis für den originalen Plan oder er ist verloren gegangen.

## Vorschläge der Expertenkommission
Der von der Expertenkommission ausgearbeitete Plan ging bei dem Brand des Hôtel de Ville (Paris) in der Zeit der Pariser Kommune 1871 verloren, konnte aber aufgrund der Angaben der Beteiligten rekonstruiert werden und wurde anlässlich der Pariser Weltausstellung von 1889 publiziert.
Die Trassen auf der ursprünglichen Karte wurden in drei Farben dargestellt, die den drei folgenden Kategorien entsprachen:
- Strecken mit einem direkten Bezug zur Verteilung und Veräußerung des Nationalguts;
- Straßendurchbrüche an Orten ohne ausreichenden Luftaustausch, die eine Öffnung zur Gesundung und Erleichterung des Verkehrs benötigten;
- Verschönerungen nach den Umständen.

Die erste Kategorie umfasste die dringendsten Vorschläge, die dritte die auf lange Sicht ins Auge zu fassenden Vorschläge.
Der Plan enthielt insbesondere:
- Eine Ost-West-Achse einschließlich des von dem Kommissionsmitglied Charles de Wailly bereits zuvor vorgeschlagenen Durchbruchs vom Louvre zur Bastille, ergänzt mit einer Straße entlang den Tuilerien (also auf dem Grund der Konvente der Feuillants, der Kapuziner und dem der Himmelfahrt et der Salle du Manège), was der später im Zweiten Kaiserreich realisierten Rue de Rivoli entsprach. Im Gegensatz zu der später von Haussmann realisierten Achse waren die beiden Elemente jedoch nicht aneinandergefügt.
- Straßen, die der heutigen Rue Rambuteau, der Rue du Quatre-Septembre und der Rue Réaumur entsprächen, die Begradigung der Rue Beaubourg und ihre Verlängerung durch die heutige Rue Vaucanson sowie Straßen auf der Île de la Cité.
- Bescheidenere Straßen auf der rechten Seine-Seite ab den Nationalgütern, also überwiegend vormaligen Konventen.
- Ein ausgedehntes Wegenetz in der Umgebung der urbanisierten Zone auf der linken Seine-Seite um den Jardin du Luxembourg herum und östlich der Rue Saint-Jacques, einschließlich einer Straße, die der Rue d’Assas entspräche, einer Straße entsprechend der Verlängerung des Boulevard d’Enfer vom Boulevard du Montparnasse zur Kreuzung der Straßen Sèvres und Babylone (heute ein Teil des Boulevard Raspail), die heutige Rue Pascal zum Teil auf dem Grund des Couvent des Cordelières, die heutige Rue d’Ulm verlängert bis zum Boulevard Saint-Jacques, die Verbreiterung des südlichen Teils der Rue Mouffetard (heutige Avenue des Gobelins), eine gerade Straße südlich des heutigen Boulevard Arago und eine weitere Straße in gerader Linie vom Kai Saint-Bernard zur heutigen Kreuzung der Boulevards Saint-Marcel, Port-Royal und d’Arago mit der Avenue des Gobelins.

Die ehrgeizigen Vorschläge im Süden auf der linken Seine-Seite schienen einerseits durch die Verfügbarkeit mehrerer Konvente möglich, von denen der größte der der Kartäuser war, andererseits durch noch wenig bebaute Flächen. Zu den Vorschlägen gehörten näherhin:
- Diverse Trassen: Rue de Lübeck, Rue de Bassano, Begradigung der Rue des Gourdes (heutige Rue Marbeuf), einige, die keiner heutigen Straße entsprechen, sowie von der heutigen Metro-Station Bercy zum Konvent Saint-Antoine-des-Champs (heute das Universitätskrankenhaus Saint-Antoine), oder auch vom Couvent des hospitalières de la Roquette;
- Kais: auf der linken Seine-Seite südlich der Île de la Cité (Quai Saint-Michel und Quai de Montebello), auf der Île de la Cité (heutiges Quai aux Fleurs), am Ufer der Île des Cygnes (heutiges Quai d’Orsay und Quai Branly) auf der linken Seine-Seite, weil der trennende Seine-Arm bereits damals verlandete;
- eine Brücke an der Stelle des heutigen Pont d’Iéna und eine Straße in dieser Achse auf die Colline de Chaillot;
- mehrere Plätze: Place du Châtelet, die bereits von Servandoni geplante Place Saint-Sulpice, die bereits unter Ludwig XVI. angedachte Place de la Bastille.

Die Vorschläge von Charles de Wailly, die Île de la Cité mit der Île Saint-Louis zu verbinden, die Île Louviers an die rechte Seine-Seite anzubinden und große Plätze am Rand des Geländes des Projekts des Palais National herzustellen, wurden nicht wieder aufgegriffen.

Details des Expertenplans im Zentrum
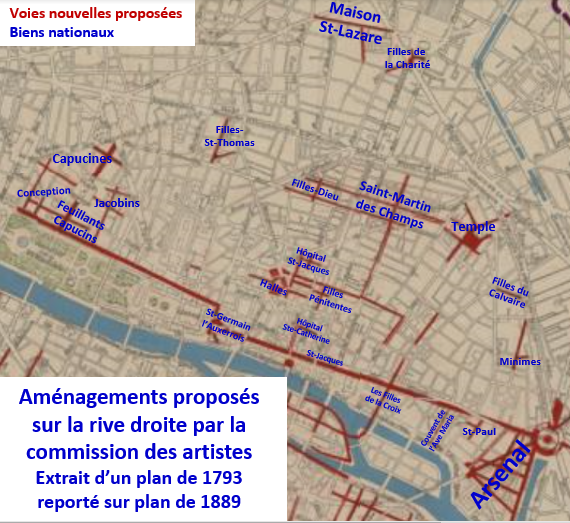
Expertenplan für die rechte Seine-Seite (Ausschnitt)
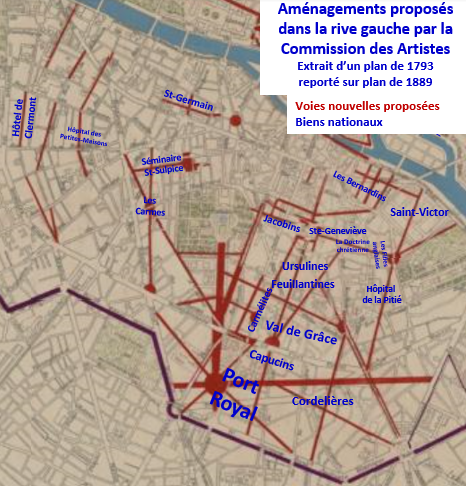
Expertenplan für die linke Seine-Seite (Ausschnitt)

Details des Expertenplans in den Außenbereichen
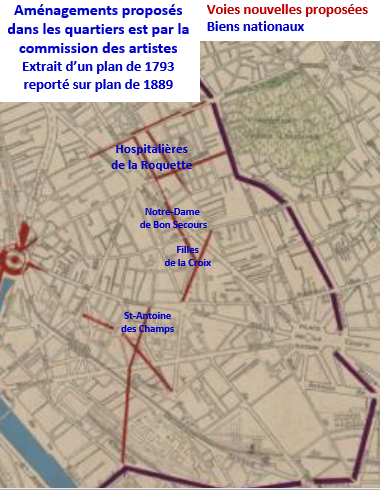
Östlicher Teil des Expertenplans
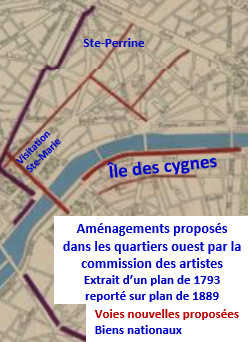
Westlicher Teil des Expertenplans

Die Kommission schlug außerdem eine städtebauliche Reglementierung vor, die – mit weniger Ehrgeiz – im Wesentlichen die städtebauliche Reglementierung der königlichen Anordnung von 1783 wieder aufgriff.
Die Straßen wurden in kategorisiert in Große Straßen von 14 Metern Breite, die von einem Ende der Stadt zum anderen führen sollten, Innere Verbindungen von 12 Metern Breite, die von einer Großen Straße zu einer anderen oder zu einem Platz führen sollten, und nachgeordnete Verbindungen (« étapes inférieures ») von 10, 8 ou 6 Metern Breite. Die Häuser sollten an den 14 Meter breiten Straßen höchstens 18 Meter hoch sein, 16 Meter an den 12 Meter breiten Straßen und 12 Meter an den Straßen von 6 oder 8 Metern Breite.

## Der Expertenplan im Kontext älterer städtebaulicher Projekte für Paris
Der Expertenplan stand in der Nachfolge einmal des städtebaulichen Vorhabens von Pierre Bullet von 1676, das einen Ring von Boulevards vorsah, dann von Pierre Patte, der 1767 die Zusammenfügung der Île de la Cité und der Île Saint-Louis vorschlug, schließlich dem des Kommissionsmitglieds Charles de Wailly und mehreren lokalen Vorhaben der zweiten Hälfte des 18. Jahrhunderts, die Neubaugebiete für einen großen Teil des Jardin du Luxembourg, die Kartause oder auch das Tempel-Viertel.

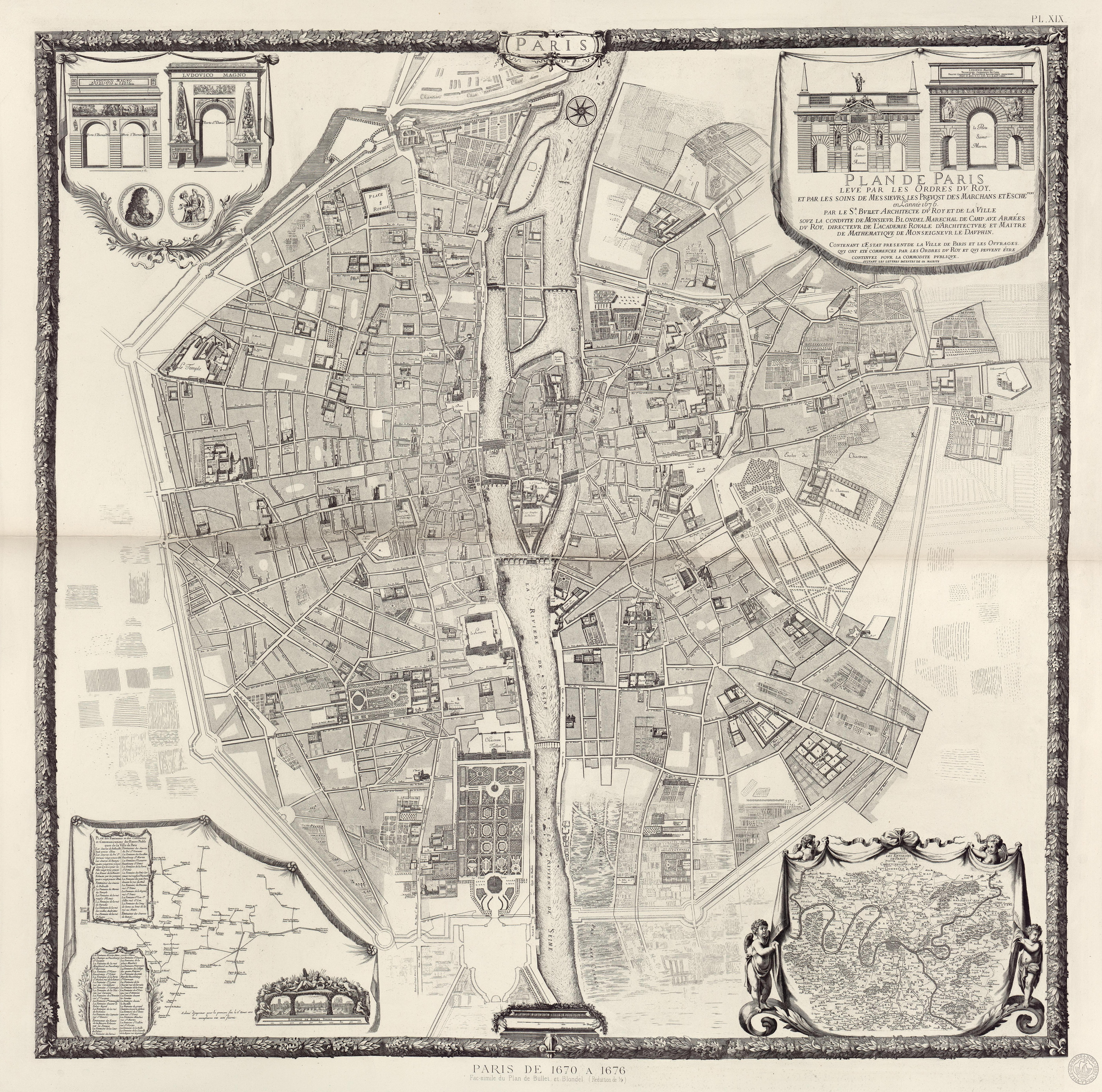
Stadtplan von de Bullet und Blondel von 1676
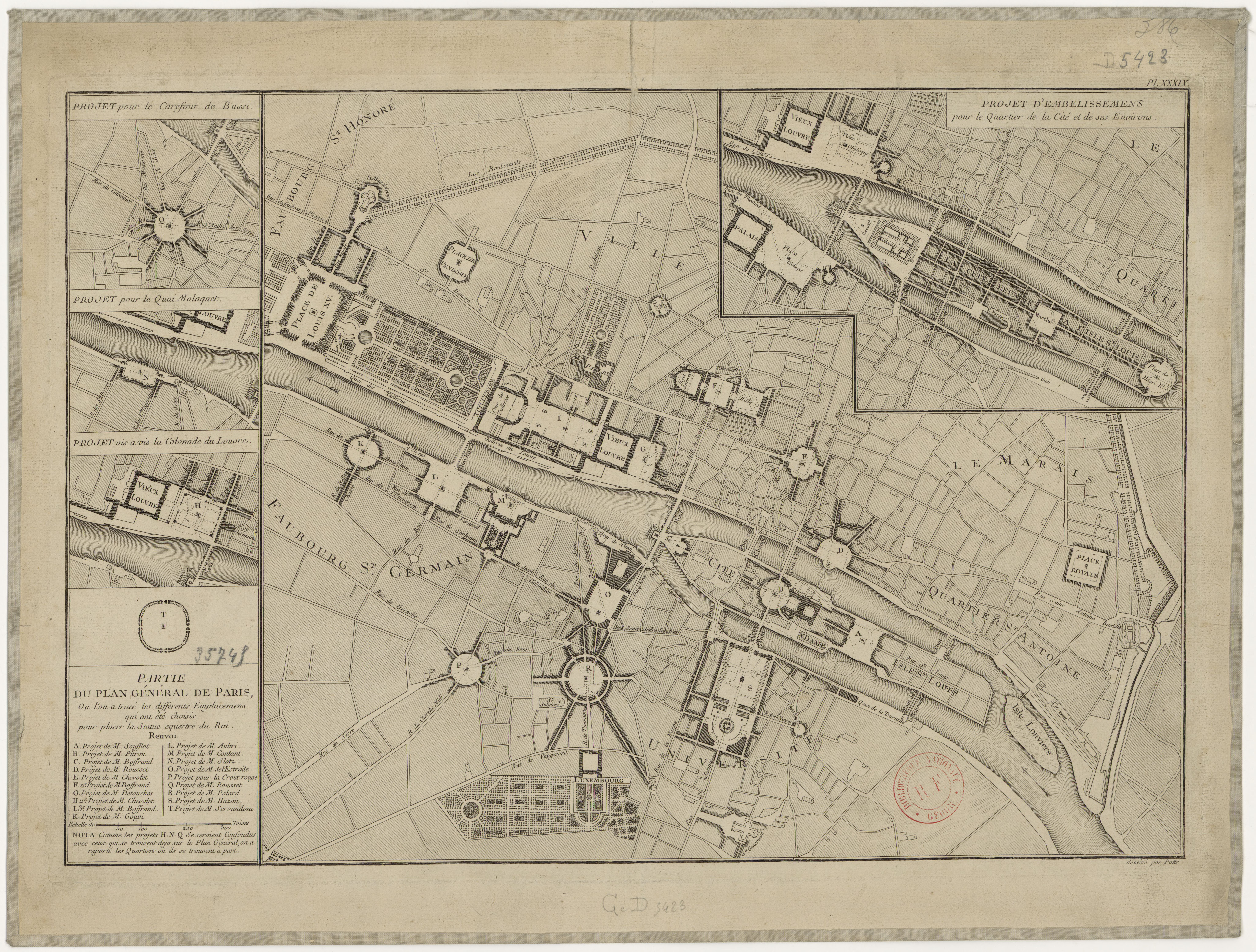
Stadtplan von Pierre Patte von 1767

Der bereits 1785 – vor der Verstaatlichung der Kirchengüter – von dem Kommissionsmitglied Charles de Wailly erarbeitete Plan umfasste im Wesentlichen folgende Vorschläge:
- Einen geradlinigen, aber relativ engen Straßendurchbruch in Ost-West-Richtung von der Rue Saint-Antoine zum  Louvre; der Plan sah allerdings noch keinen Weg auf dem Grund des Konvents der Feuillants und der Kapuziner, also auf dem westlichen Teil der Rue de Rivoli vor, was erst nach der Verstaatlichung der beiden Güter möglich war.
- Die Verbindung der Île de la Cité zur Île Saint-Louis, die schon 1767 von Pierre Patte vorgeschlagen worden war.
- Die Anbindung der Île Louviers an das rechte Seineufer.
- Die Wohnbebauung des gesamten Jardin du Luxembourg mit Ausnahme eines Streifens gegenüber dem Palais.
- Das Neubauviertel beim Arsenal.
- Die Begradigung der Seine auf der Höhe des Kais Saint-Bernard mit einem Neubaugebiet auf dem dadurch gewonnenen Land.
- Die Errichtung der flussaufwärts gelegenen Brücke der Île Saint-Louis und der Brücke auf der Höhe des Boulevard de l’Hôpital (an der Stelle des Pont d’Austerlitz).
- Die Schaffung von Plätzen am Ort des alten Kastells (Place du Châtelet), anstelle des Seminars von Saint-Sulpice (Place Saint-Sulpice) und am Seine-Ufer auf der Höhe der Kirche Saint-Gervais (nicht umgesetzt).

Charles de Wailly ergänzte seine früheren Vorschläge 1795 durch die folgenden:
- Louvre und Tuilerienpalast sollten zu einem Palais National mit zwei großen Plätzen im Norden und im Osten verbunden werden. Der Platz im Norden zwischen dem Palais Royal und diesem aus Louvre und Tuilerienpalast zu schaffenden Palais National sollte sich fast über die gesamte Länge des Louvre erstrecken: nach Süden (wie die Place du Palais-Royal) bis zur Rue de Rivoli, im Osten aber bis zur Rue de Marengo, im Westen bis zur Rue des Pyramides. Der Platz im Osten sollte ein Viereck zwischen der Rue de Rivoli, der Rue du Pont-Neuf, dem Quai du Louvre und der Rue de l’Amiral-Coligny bilden. Die Kirche Saint-Germain-l’Auxerrois und das gesamte Viertel sollten niedergelegt werden.

- Eine Straße. sollte die Place de la Madeleine mit der Rue de Richelieu über die Place Vendôme verbinden. Dabei sollten drei kleine Plätze an den Kreuzungen mit den Seitenstraßen geschaffen werden.

- Eine Verschmälerung des Seine-Laufs auf der Höhe der Île Saint-Louis mit Wohnungsneubauten auf dem so gewonnenen Land[7].

Plan d’utilité et d’embellissement de la Ville de Paris (1785)
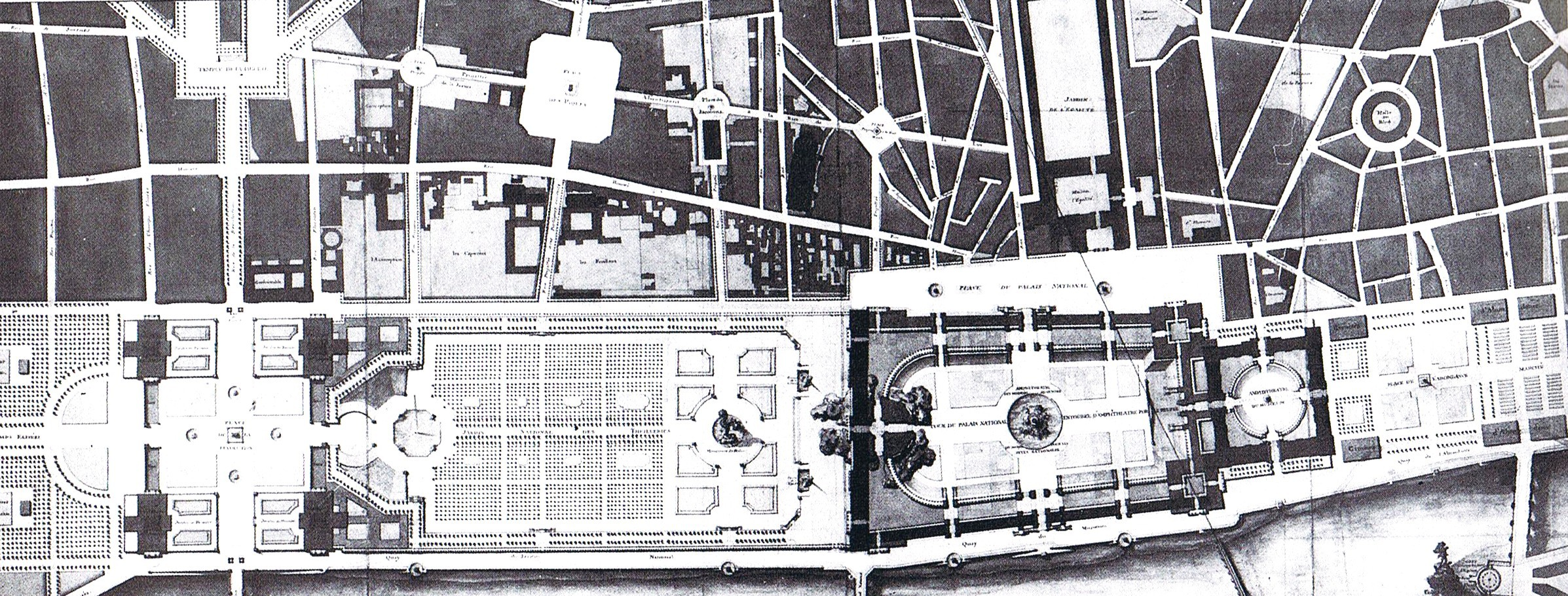
Vorschlag für einen Palais National und die Umgebungsgesaltung

Der Expertenplan erreichte bei Weitem nicht das Ausmaß der Umgestaltung von Paris während des Zweiten Kaiserreichs. Außerdem waren die vorgeschlagenen Maßnahmen sehr ungleichmäßig über das Stadtgebiet verteilt, sehr viel stärker entwickelt auf der linken Seine-Seite und ohne eine einzige große Nord-Süd-Achse. Unberücksichtigt blieb, bis auf seinen Südrand, auch das 32 Hektar große Ensemble des Enclos Saint-Lazare im Norden der Viertel Poissonnière und Saint-Denis.
Der Expertenplan nahm kaum Rücksicht auf das bauliche Erbe der Stadt; er sah die Zerstörung zahlreicher religiöser Gebäude vor, namentlich etwa der Kirche Saint-Germain l’Auxerrois, die bei den Haussmann’schen Arbeiten unangetastet blieb.

## Die Umsetzung
Der Expertenplan hat wahrscheinlich die städtebaulichen Entscheidungen der ersten Hälfte des 19. Jahrhunderts beeinflusst, denn die Mehrzahl der umgesetzten Veränderungen entspricht Vorschlägen der Kommission.
- Zu diesen städtebaulichen Veränderungen zählen während in der Zeit des Konsulats Consulat und des Premier Empire: 1797 die Rue de la Fidélité auf dem Grund des Konvents der Barmherzigen Schwestern (Filles de la Charité), 1799 die Rue du Caire anstelle des Konvents der Filles-Dieu, 1802 der Beginn der Arbeiten an der Rue de Rivoli, im Kaiserreich mehrere Straßen im Viertel um die Place Vendôme (namentlich die Straßen du Mont-Thabor, de Castiglione, Cambon, Duphot, de la Paix, du Marché Saint-Honoré, de Mondovi), 1804 die Rue d’Assas, 1806 ein Abschnitt der Rue de Lübeck sowie der Boulevard Bourdon, 1807 die Avenue de l’Observatoire sowie die Rue Clotilde und die Rue Clovis anstelle der Abteikirche von Sainte-Geneviève, 1809 die Rue Perrée und die  Rue Dupetit-Thouars im ehemaligen Tempelbezirk, von 1808 bis 1814 der Pont d’Iéna, 1808 das Quai aux Fleurs, 1810 die Place du Châtelet anstelle des Grand Châtelet, 1811 nach dem Abriss des Priesterseminars die Place Saint-Sulpice sowie das Quai Saint-Michel. Ein Teil der großen Ost-West-Achse vom Louvre zur Rue de la Monnaie wurde von Napoleon 1806 ins Auge gefasst; das Projekt wurde wegen der Enteignungskosten aber aufgegeben[8].

- Aus der Zeit der Restauration und der Julimonarchie gehören zu den städtebaulichen Veränderungen, die auf den Expertenplan zurückgehen: 1818 das Quai de Montebello, 1822 die Rue de Chabrol auf dem Grund der alten Maison Saint-Lazare, 1825 die Rue Pascal, 1833 der Pont Louis-Philippe und die Rue du Pont-Louis-Philippe, 1837 die 1866 verbreiterte Rue d’Arcole, 1837 die Rue Constantine, die 1860 erheblich verbreitert und in Rue de Lutèce umbenannt wurde, 1838 die Rue Rambuteau, 1846 schließlich die Verlängerung der Rue Soufflot auf dem vormaligen Gelände de Jakobiner-Konvents.

Auch wenn die Haussmann’schen Arbeiten ein anderes Ausmaß hatten, beruhte ein kleiner Teil der nach 1848 umgesetzten städtebaulichen Maßnahmen wiederum auf den Vorschlägen des Expertenplans: die von 1848 bis 1854 realisierte Verlängerung der Rue Rivoli bis zur Rue Saint-Antoine – allerdings auf einer anderen Trasse als der im Plan vorgesehenen – die von 1854 bis 1868 gebauten Rue Réaumur und Rue du Quatre-Septembre, gegen 1860 die Verbreiterung der Avenue des Gobelins, von 1891 bis 1904 der Boulevard Raspail, schließlich 1911 die Begradigung der Rue Beaubourg.
Einige Vorschläge des Expertenplans wurden nicht umgesetzt, so etwa diejenigen für Straßen, die von Osten und Westen auf die Place Vendôme stoßen sollten, oder auch die meisten Vorschläge für Straßen im heutigen 5. und 13. Arrondissement, weil mehrere Gebäude des Nationalguts, darunter insbesondere das Krankenhaus Val de Grâce, bewahrt werden sollten.
Daneben scheint die Kommission die städtebaulichen Herausforderungen des Geländes an den Hängen der Montagne Sainte-Geneviève unterschätzt zu haben. Das im Zweiten Kaiserreich gebaute Straßennetz in diesem Viertel ist im Umfang dem von der Kommission vorgeschlagenen vergleichbar, aber die Trassen verlaufen deutlich anders und einige von ihnen erforderten erhebliche Terrassierungsarbeiten, insbesondere der Durchbruch der Rue Monge.
Bemerkenswert bleibt, dass die Expertenkommission erhebliche städtebauliche Potentiale offensichtlich übersah. Hierzu gehört der Clos Saint-Lazare, das in der Restauration neu errichtete Viertel Poissonnière und das Viertel um die Gare du Nord auf dem Clos Saint-Charles, dem Nordteil des Clos Saint-Lazare, die in der Julimonarchie und im Zweiten Kaiserreich realisiert wurden.